# Lasseube-Propre
Lasseube-Propre település Franciaországban, Gers megyében. Lakosainak száma 336 fő (2022. január 1.). Lasseube-Propre Auterive, Boucagnères, Durban, Lasséran, Orbessan, Pavie és Saint-Jean-le-Comtal községekkel határos.

## Népesség
A település népességének változása:
| Lakosok száma | 143  | 163  | 210  | 326  | 336  | 333  | 340  | 339  | 338  | 336  |
|               | 1968 | 1982 | 1990 | 2006 | 2013 | 2015 | 2017 | 2019 | 2020 | 2022 |